# Tarquinio Provini
Tarquinio Provini (Roveleto di Cadeo, 29 maggio 1933 – Bologna, 6 gennaio 2005) è stato un pilota motociclistico italiano vincitore di due titoli nel motomondiale.

## Carriera

### L'esordio da privato
Figlio di un provetto meccanico motociclista, trascorre l'infanzia nell'officina del padre, iniziando a cavalcare motociclette in giovanissima età. A 16 anni, si iscrive a una gara locale sul circuito di Fiorenzuola d'Arda, in sella a un bicimotore Alpino 48. Vince la gara, ma viene squalificato a causa dell'età. L'anno successivo ci riprova presentandosi al Circuito di Piacenza in sella a una MV Agusta 125 e con la licenza dello zio paterno Cesare, dimostrando quella testardaggine che caratterizzerà tutta la sua vita e che gli varrà il nomignolo "Toro di Bologna", assegnatogli da stampa e tifosi. Vince nuovamente, ma viene poi smascherato e squalificato. Nelle gare successive riesce a farla franca, "aggiudicando allo zio" il titolo di campione provinciale 1949 e 1950.
Nel 1952 il padre Dante acquista e mette a punto per Tarquinio una Mondial 125 Monoalbero, con la quale partecipa ad alcune gare, senza ottenere risultati di rilievo.
Quella del 1953 è la prima stagione importante per Provini che, con la Mondial 125 preparata dal padre, vince sui circuiti Castellanza, Copparo, Varese, Pistoia, Bondeno, Pescara, Cingoli, Vicenza, Foligno, Piazzola e Parma, aggiudicandosi il campionato italiano di 3ª categoria nella classe 125. Partecipa inoltre alla Milano-Taranto classificandosi al 2º posto.

### La FB Mondial

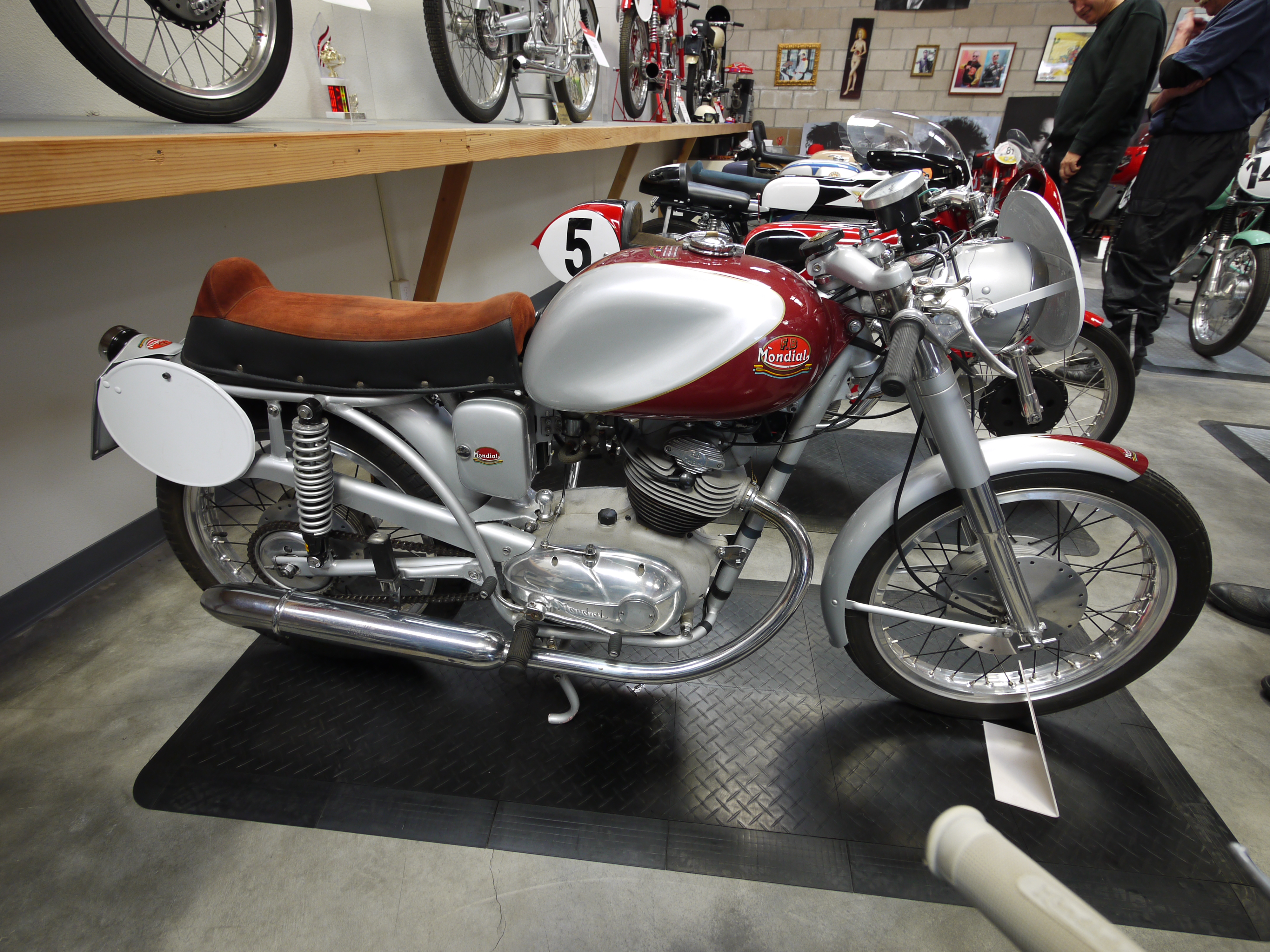
FB Mondial 125 Gran Sport del 1956, MSDS (moto sportiva derivata di serie)

La sorprendente facilità con cui ha dominato, vincendo quasi tutte le gare, non sfugge agli occhi esperti di Omer Melotti, capo meccanico del reparto corse FB Mondial che segnala Provini al conte Giuseppe Boselli, procurandogli un ingaggio da pilota ufficiale per la stagione 1954, nella quale si aggiudica il Motogiro d'Italia e conquista la classe 125 del campionato italiano di 2ª categoria, vincendo sui circuiti di Padova, L'Aquila, Foligno, Marina di Pisa, Cavarzere e Gradisca d'Isonzo. Partecipa anche alla classe 175, finendo al 3º posto dopo aver vinto le salite Doria-Creto, Recco-Uscio e Bobbio-Penice. Ma la soddisfazione più importante per Provini è costituita dalla vittoria nel campionato "125" che lo promuove di diritto tra i piloti "seniores" e gli consente, a fine stagione, di poter partecipare alle ultime due gare del campionato mondiale "125". Debutta a Monza nel Gran premio delle Nazioni, in sella alla Mondial 125 Bialbero, classificandosi 2º e conquista il Gran Premio di Spagna, sul Circuito del Montjuïc. Da segnalare che in quest'ultima gara, Provini rinunciò alla "Bialbero", sulla quale non aveva esperienza, preferendo utilizzare una "Monoalbero" di serie, casualmente portata a Barcellona per essere consegnata al locale concessionario Mondial.
Nel 1955 vince la Coppa d'oro Shell a Imola con la "250", il circuito di Perugia con la "175", e il Circuito di Napoli con la "125". In quest'ultima classe trionfa anche sul circuito svedese di Hedemora e debutta al Tourist Trophy, finendo incastrato con la moto in una cabina telefonica, durante il primo giro di prova. In questa stagione e nella successiva, il suo esasperato senso dell'agonismo viene frenato dagli ordini di scuderia del conte Boselli, che vuole una guida meno spericolata e strategicamente più improntata alla conquista del Campionato Italiano, all'epoca promozionalmente più importante del mondiale per le case nazionali. In effetti, nonostante le poche vittorie, Provini si aggiudica nuovamente il campionato di 2ª categoria, con una lunga serie di ottimi piazzamenti.
Anche quella del 1956 è per Provini una stagione con pochi exploit, ma piena di buoni piazzamenti che si riveleranno piuttosto fruttuosi. Nella classe "175" vince sui circuiti di Modena e Cesena, aggiudicandosi il titolo di campione italiano seniores. Partecipa anche al Giro d'Italia, cogliendo l'unica vittoria alla 3ª tappa.
Il 1957 è l'anno più importante nella carriera sportiva di Provini che, ormai ritenuto pilota sufficientemente maturo, viene fatto gareggiare nel mondiale e nel nazionale seniores sia nella classe 125 che nella 250. In quest'ultima agguanta il titolo seniores, ma gli sfugge il mondiale, a causa di quattro ritiri che non riescono a bilanciare le due vittorie ottenute. Nella classe 125, invece, si aggiudica il titolo nazionale e il suo primo titolo mondiale. Il triplice alloro è anche allietato dalla vittoria al prestigioso Tourist Trophy e, soprattutto, dal matrimonio con Gelmina Loca, della quale è innamorato sin dalle elementari. Al termine della stagione, però, la Mondial aderisce al Patto di astensione, ponendosi al di fuori delle competizioni e lasciando Provini senza un mezzo con cui gareggiare. Inoltre, con la grande difficoltà a trovarne un altro, visto che al "patto" avevano aderito anche Moto Guzzi, Gilera e MV Agusta.

### La MV Agusta
Dopo qualche settimana, poco prima della pubblicazione del comunicato ufficiale, la MV Agusta ritira la sua adesione e ingaggia Provini per le gare nelle classi 125 e 250, affiancandolo al suo acerrimo avversario Carlo Ubbiali, con il quale il pilota piacentino ha sostenuto accaniti duelli in pista, seguiti da roventi polemiche sulla stampa sportiva.
L'antagonismo esasperato tra i due campioni caratterizza fortemente le due stagioni di Provini alla MV Agusta che, tuttavia, risultano fruttuose di risultati. Nel 1958 si laurea campione mondiale e seniores nella classe 250, oltre ad aggiudicarsi la Coppa d'Oro Shell. Nel 1959 si aggiudica il titolo seniores della "250", ma giunge al secondo posto nel mondiale sia nella "125", sia nella "250", i cui titoli vengono conquistati entrambi da Ubbiali. La rivalità tra "la Volpe" e il "Toro di Bologna" viene continuamente sottolineata e rinfocolata dalla stampa, tanto che in occasione delle gare le opposte tifoserie arrivano spesso alle mani.

### La Moto Morini

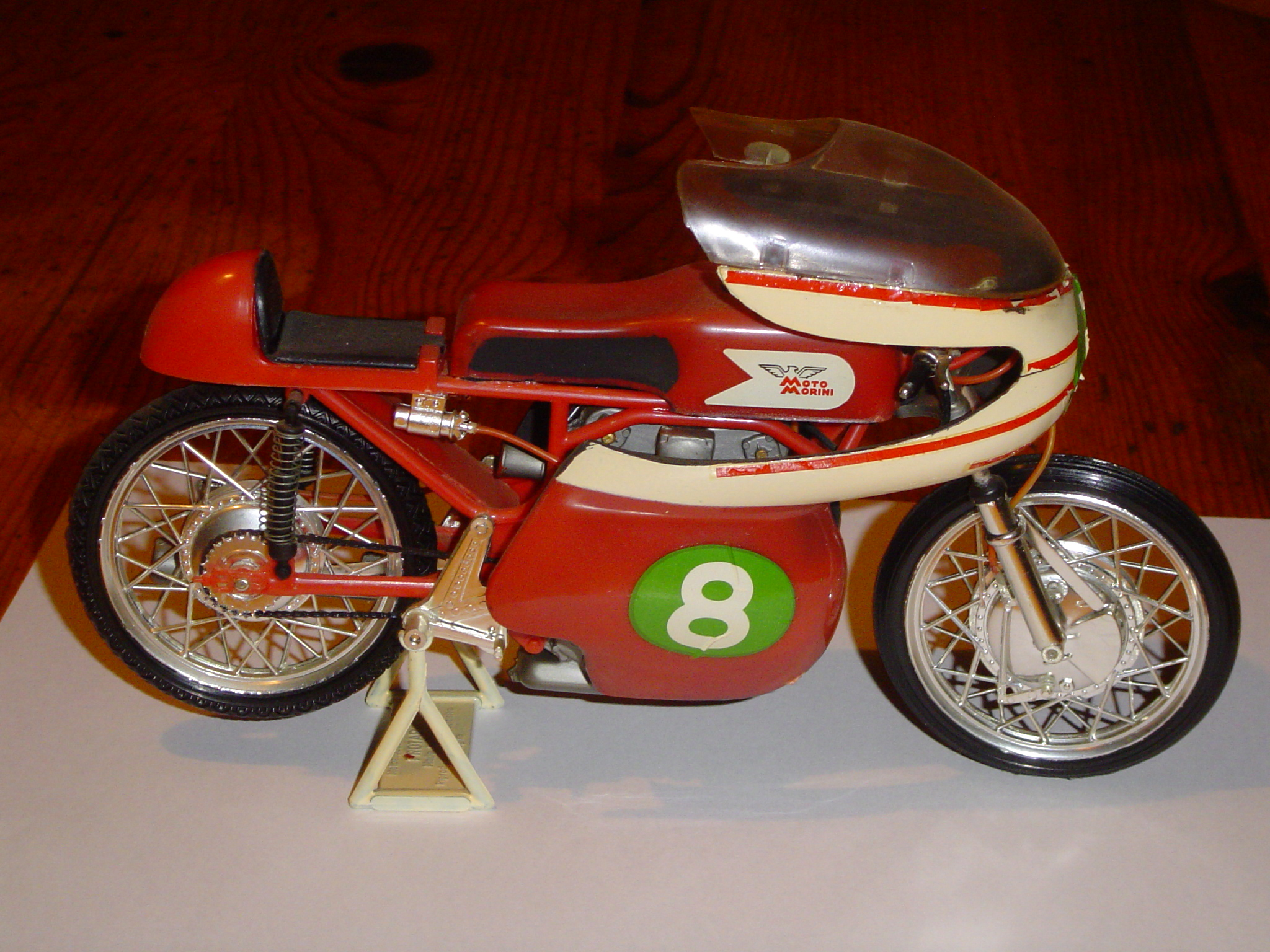
Riproduzione Protar in scala della Moto Morini 250 Bialbero impiegata nel motomondiale 1963 da Tarquinio Provini

La coabitazione diviene insostenibile per Provini che preferisce accettare l'offerta d'ingaggio di Alfonso Morini. La stagione 1960 è dedicata allo sviluppo della nuova Moto Morini 250 Bialbero con la quale Provini coglie un significativo 3º posto al Tourist Trophy. Ma è l'unico risultato ottenuto, seguito dalla caduta in piena velocità sul circuito di Spa-Francorchamps, nella quale si salva infilandosi fortunosamente nello spazio libero tra due guard-rail. Inoltre, per la Moto Morini il campionato principale da disputare è quello italiano, mentre sono previste saltuarie partecipazioni alle gare del motomondiale, peraltro divenuto mira delle case motociclistiche giapponesi, dopo la defezione di quelle italiane.
Nel 1961, ristabilitosi dall'incidente, Provini conquista ancora il titolo seniores nella "250", appagando le aspirazioni sportive di Alfonso Morini.
Per la stagione 1962 Provini insiste per un impegno nella classe 250 del motomondiale, ormai dominata dalla Honda RC162, e viene accontentato facendogli disputare alcune gare. Giunge terzo ad Assen e secondo a Monza, ma ripaga la fiducia con il suo ottavo titolo nazionale.
Nel 1963 le insistenze di Provini per le competizioni iridate si fanno più pressanti e Alfonso Morini decide un impegno "massiccio" per la piccola casa bolognese, pianificando la partecipazione a 7 delle 11 gare previste per la classe 250. Morini decide di escludere il Tourist Trophy per la pericolosità del tracciato e le difficoltà nei trasporti, il Sachsenring per l'inutilità di promuovere l'azienda in Germania Est, oltre alle gare finali in Argentina e Giappone i cui costi di trasferta sono insostenibili per la Moto Morini.

### La Benelli
Nel 1964 alla Benelli.
Si ritira in seguito a un gravissimo incidente durante le prove del Tourist Trophy del 1966, in seguito al quale resta paralizzato agli arti inferiori. Tra l'altro proprio di questa corsa che si aggiudicò in quattro edizioni, detiene anche il record sul giro nella configurazione "Clypse Course", stabilito nel motomondiale 1959 prima che quella particolare configurazione venisse abbandonata.
Fonda successivamente a Casalecchio di Reno la Protar, una delle più importanti aziende italiane di modellismo.
Muore nella sua casa di Bologna il 6 gennaio 2005.

## Risultati nel Campionato Italiano
| Anno | Categoria       | Moto        | Piazzamento |
| ---- | --------------- | ----------- | ----------- |
| 1954 | 125 cc Juniores | FB Mondial  | 1º          |
| 1955 | 125 cc          | FB Mondial  | 1º          |
| 1955 | 175 cc          | FB Mondial  | 3º          |
| 1956 | 125 cc          | FB Mondial  | 3º          |
| 1956 | 175 cc          | FB Mondial  | 1º          |
| 1957 | 125 cc          | FB Mondial  | 1º          |
| 1957 | 250 cc          | FB Mondial  | 1º          |
| 1958 | 125 cc          | MV Agusta   | 4º          |
| 1958 | 250 cc          | MV Agusta   | 1º          |
| 1959 | 125 cc          | MV Agusta   | 3º          |
| 1959 | 250 cc          | MV Agusta   | 1º          |
| 1960 | 250 cc          | Moto Morini | 2º          |
| 1961 | 250 cc          | Moto Morini | 1º          |
| 1962 | 250 cc          | Moto Morini | 1º          |
| 1963 | 250 cc          | Moto Morini | 1º          |
| 1964 | 250 cc          | Benelli     | 12º         |
| 1965 | 250 cc          | Benelli     | 1º          |
| 1966 | 250 cc          | Benelli     | 1º          |

## Risultati nel motomondiale

### Classe 50
| 1964 | Classe | Moto     |     |     |   |   |   |   |   |    |    |   |    |    |  | Punti | Pos. |
| ---- | ------ | -------- | --- | --- | - | - | - | - | - | -- | -- | - | -- | -- |  | ----- | ---- |
| 1964 | 50     | Kreidler | Rit | Rit | 6 | 8 | - | - | - | NE | NE | - | NE | NV |  | 1     | 13º  |

| Legenda | 1º posto        | 2º posto            | 3º posto            | A punti      | Senza punti        | Grassetto – Pole position Corsivo – Giro più veloce |
| Legenda | Gara non valida | Non qual./Non part. | Ritirato/Non class. | Squalificato | '-' Dato non disp. | Grassetto – Pole position Corsivo – Giro più veloce |

### Classe 125
| 1954 | Classe | Moto       |    |  |  |    |  |  |    |   |   |  |  |  |  | Punti | Pos. |
| ---- | ------ | ---------- | -- |  |  | -- |  |  | -- | - | - |  |  |  |  | ----- | ---- |
| 1954 | 125    | FB Mondial | NE |  |  | NE |  |  | NE | 2 | 1 |  |  |  |  | 14    | 4º   |

| 1955 | Classe | Moto       |     |   |     |   |    |   |    |     |  |  |  |  |  | Punti | Pos. |
| ---- | ------ | ---------- | --- | - | --- | - | -- | - | -- | --- |  |  |  |  |  | ----- | ---- |
| 1955 | 125    | FB Mondial | Rit | 4 | Rit | - | NE | - | NE | Rit |  |  |  |  |  | 3     | 9º   |

| 1956 | Classe | Moto       |   |     |     |   |   |   |  |  |  |  |  |  |  | Punti | Pos. |
| ---- | ------ | ---------- | - | --- | --- | - | - | - |  |  |  |  |  |  |  | ----- | ---- |
| 1956 | 125    | FB Mondial | - | Rit | Rit | 3 | - | 2 |  |  |  |  |  |  |  | 10    | 4º   |

| 1957 | Classe | Moto       |   |   |   |   |   |     |  |  |  |  |  |  |  | Punti | Pos. |
| ---- | ------ | ---------- | - | - | - | - | - | --- |  |  |  |  |  |  |  | ----- | ---- |
| 1957 | 125    | FB Mondial | 2 | 1 | 1 | 1 | 2 | Rit |  |  |  |  |  |  |  | 30    | 1º   |

| 1958 | Classe | Moto      |     |   |   |   |   |     |     |  |  |  |  |  |  | Punti | Pos. |
| ---- | ------ | --------- | --- | - | - | - | - | --- | --- |  |  |  |  |  |  | ----- | ---- |
| 1958 | 125    | MV Agusta | Rit | 3 | 3 | 2 | 4 | Rit | Rit |  |  |  |  |  |  | 17    | 4º   |

| 1959 | Classe | Moto      |    |   |   |    |   |   |  |   |  |  |  |  |  | Punti | Pos. |
| ---- | ------ | --------- | -- | - | - | -- | - | - |  | - |  |  |  |  |  | ----- | ---- |
| 1959 | 125    | MV Agusta | NE | 1 | 2 | 12 | 2 | 1 |  | 5 |  |  |  |  |  | 28    | 2º   |

| Legenda | 1º posto        | 2º posto            | 3º posto            | A punti      | Senza punti        | Grassetto – Pole position Corsivo – Giro più veloce |
| Legenda | Gara non valida | Non qual./Non part. | Ritirato/Non class. | Squalificato | '-' Dato non disp. | Grassetto – Pole position Corsivo – Giro più veloce |

### Classe 250
| 1956 | Classe | Moto       |   |     |   |     |   |     |  |  |  |  |  |  |  | Punti | Pos. |
| ---- | ------ | ---------- | - | --- | - | --- | - | --- |  |  |  |  |  |  |  | ----- | ---- |
| 1956 | 250    | FB Mondial | - | Rit | 8 | Rit | - | Rit |  |  |  |  |  |  |  | 0     |      |

| 1957 | Classe | Moto       |     |     |   |     |     |   |  |  |  |  |  |  |  | Punti | Pos. |
| ---- | ------ | ---------- | --- | --- | - | --- | --- | - |  |  |  |  |  |  |  | ----- | ---- |
| 1957 | 250    | FB Mondial | Rit | Rit | 1 | Rit | Rit | 1 |  |  |  |  |  |  |  | 16    | 2º   |

| 1958 | Classe | Moto      |   |   |    |   |   |   |     |  |  |  |  |  |  | Punti | Pos. |
| ---- | ------ | --------- | - | - | -- | - | - | - | --- |  |  |  |  |  |  | ----- | ---- |
| 1958 | 250    | MV Agusta | 1 | 1 | NE | 1 | 9 | 1 | Rit |  |  |  |  |  |  | 32    | 1º   |

| 1959 | Classe | Moto      |    |   |     |   |    |     |  |     |  |  |  |  |  | Punti | Pos. |
| ---- | ------ | --------- | -- | - | --- | - | -- | --- |  | --- |  |  |  |  |  | ----- | ---- |
| 1959 | 250    | MV Agusta | NE | 1 | Rit | 1 | NE | Rit |  | Rit |  |  |  |  |  | 16    | 2º   |

| 1960 | Classe | Moto        |    |   |     |     |   |   |   |  |  |  |  |  |  | Punti | Pos. |
| ---- | ------ | ----------- | -- | - | --- | --- | - | - | - |  |  |  |  |  |  | ----- | ---- |
| 1960 | 250    | Moto Morini | NE | 3 | Rit | Rit | - | - | - |  |  |  |  |  |  | 4     | 9º   |

| 1961 | Classe | Moto        |     |   |   |   |   |   |   |   |   |   |   |  |  | Punti | Pos. |
| ---- | ------ | ----------- | --- | - | - | - | - | - | - | - | - | - | - |  |  | ----- | ---- |
| 1961 | 250    | Moto Morini | Rit | 3 | 4 | - | - | - | - | - | 4 | - | - |  |  | 10    | 6º   |

| 1962 | Classe | Moto        |   |   |   |   |   |   |   |   |   |    |   |  |  | Punti | Pos. |
| ---- | ------ | ----------- | - | - | - | - | - | - | - | - | - | -- | - |  |  | ----- | ---- |
| 1962 | 250    | Moto Morini | - | - | - | 3 | - | - | - | - | 2 | NE | - |  |  | 10    | 5º   |

| 1963 | Classe | Moto        |   |   |    |  |   |   |   |  |    |   |   |   |  | Punti | Pos. |
| ---- | ------ | ----------- | - | - | -- |  | - | - | - |  | -- | - | - | - |  | ----- | ---- |
| 1963 | 250    | Moto Morini | 1 | 1 | AN |  | 3 | 3 | 2 |  | NE | 1 | 1 | 4 |  | 42    | 2º   |

| 1964 | Classe | Moto    |     |   |   |     |   |   |   |   |   |    |     |   |  | Punti | Pos. |
| ---- | ------ | ------- | --- | - | - | --- | - | - | - | - | - | -- | --- | - |  | ----- | ---- |
| 1964 | 250    | Benelli | Rit | 1 | - | Rit | 4 | 5 | 5 | - | - | NE | Rit | - |  | 15    | 5º   |

| 1965 | Classe | Moto    |   |   |     |     |   |   |   |   |   |   |   |   |   | Punti | Pos. |
| ---- | ------ | ------- | - | - | --- | --- | - | - | - | - | - | - | - | - | - | ----- | ---- |
| 1965 | 250    | Benelli | - | - | Rit | Rit | 4 | - | - | - | - | - | - | 1 | - | 11    | 7º   |

| 1966 | Classe | Moto    |     |   |   |   |   |   |   |   |   |   |  |  |  | Punti | Pos. |
| ---- | ------ | ------- | --- | - | - | - | - | - | - | - | - | - |  |  |  | ----- | ---- |
| 1966 | 250    | Benelli | Rit | - | - | - | - | - | - | - | - | - |  |  |  | 0     |      |

| Legenda | 1º posto        | 2º posto            | 3º posto            | A punti      | Senza punti        | Grassetto – Pole position Corsivo – Giro più veloce |
| Legenda | Gara non valida | Non qual./Non part. | Ritirato/Non class. | Squalificato | '-' Dato non disp. | Grassetto – Pole position Corsivo – Giro più veloce |

### Classe 350
| 1965 | Classe | Moto    |    |   |    |    |   |   |    |   |   |   |   |   |   | Punti | Pos. |
| ---- | ------ | ------- | -- | - | -- | -- | - | - | -- | - | - | - | - | - | - | ----- | ---- |
| 1965 | 350    | Benelli | NE | - | NE | NE | - | - | NE | - | - | - | - | 3 | - | 4     | 13º  |

| 1966 | Classe | Moto    |    |   |     |   |    |   |   |   |   |   |  |  |  | Punti | Pos. |
| ---- | ------ | ------- | -- | - | --- | - | -- | - | - | - | - | - |  |  |  | ----- | ---- |
| 1966 | 350    | Benelli | NE | 2 | Rit | - | NE | - | - | - | - | - |  |  |  | 6     | 11º  |

| Legenda | 1º posto        | 2º posto            | 3º posto            | A punti      | Senza punti        | Grassetto – Pole position Corsivo – Giro più veloce |
| Legenda | Gara non valida | Non qual./Non part. | Ritirato/Non class. | Squalificato | '-' Dato non disp. | Grassetto – Pole position Corsivo – Giro più veloce |

### Classe 500
| 1963 | Classe | Moto        |    |    |    |  |  |  |  |  |  |  |     |    |  | Punti | Pos. |
| ---- | ------ | ----------- | -- | -- | -- |  |  |  |  |  |  |  | --- | -- |  | ----- | ---- |
| 1963 | 500    | Moto Morini | NE | NE | NE |  |  |  |  |  |  |  | Rit | NE |  | 0     |      |

| Legenda | 1º posto        | 2º posto            | 3º posto            | A punti      | Senza punti        | Grassetto – Pole position Corsivo – Giro più veloce |
| Legenda | Gara non valida | Non qual./Non part. | Ritirato/Non class. | Squalificato | '-' Dato non disp. | Grassetto – Pole position Corsivo – Giro più veloce |